# Salzstadelkaserne
Die Salzstadelkaserne, nach den zeitweise dort stationierten Jägern auch Jägerkaserne genannt, war eine Infanterie-Kaserne der Bayerischen Armee in München. Die Kaserne war zunächst als Provisorium gedacht, bestand aber über 40 Jahre.

## Gebäude und Lage
Ein 1780 gebauter Getreidespeicher wurde nach 1848 zur Salzstadelkaserne. Das Areal lag nördlich der Bahngleise, zwischen dem heutigen Starnberger Flügelbahnhof und der Seidlstraße. Jetzt verläuft dort die Arnulfstraße. Den Namen erhielt es von dem in unmittelbarer Nachbarschaft der Kaserne liegenden Königlichen Salzstadel.
Das Gebäude mit Erd- und einem Obergeschoss war etwa 50 Meter lang. Zunächst wurde das Gebäude auf eine Kapazität von 800 Mann taxiert, diese Einschätzung jedoch später auf maximal 500 Mann korrigiert. Entsprechend seiner früheren Verwendung verfügte das Gebäude weder über Küchen noch Aborte. Feldküchen und Latrinen wurden daher, wie auch zwei Brunnen, neben dem Gebäude auf stadteigenem Grund aufgestellt.

## Nutzungsgeschichte
Die Behelfskaserne war notwendig geworden, als nach den Unruhen im Jahr 1848 die Militärpräsenz in München verstärkt worden war. 1849 wurde das Gebäude von der Garnison erworben. Ab 1851 war die Salzstadelkaserne mit dem 6. Jäger-Bataillon belegt, nach dessen Verlegung von 1862 bis 1867 mit dem 4. Jäger-Bataillon. Nach kurzzeitiger Belegung durch ein Bataillon des 2. Infanterie-Regiments „Kronprinz“ bezogen 1873 Kompanien des 1. Infanterie-Regiments „König“ die Kaserne. Die behelfsmäßigen Zustände blieben die gleichen wie zur Zeit der Einrichtung der Kaserne, Proteste vonseiten der Stadt und der Bürger blieben ohne Wirkung. Im Jahr 1889 wurde dem Kriegsministerium mitgeteilt, dass das Areal für ein Postgebäude benötigt würde. Die Soldaten des 1. Infanterie-Regiments zogen schließlich 1890 in die Marsfeldkaserne, nachdem die dort stationierten Eisenbahnpioniere in die neue Eisenbahnkaserne verlegt worden waren. Der ehemalige Getreidespeicher wurde nach über 40 Jahren militärischer behelfsmäßiger Nutzung abgerissen, allerdings dort nicht, wie angekündigt, ein Postgebäude gebaut, sondern die heute noch existierende Arnulfstraße.